# فالکوو
فالکوو (به لهستانی:  Falków) یک روستا در لهستان است که در گمینا راخانگه واقع شده‌است. فالکوو  ۱۹ نفر جمعیت دارد.